# بالدیسرو تورینزه
بالدیسرو تورینزه (به ایتالیایی: Baldissero Torinese) یک کومونه در ایتالیا است که در استان تورین واقع شده‌است.

## خصوصیات
بالدیسرو تورینزه ۱۵٫۵ کیلومترمربع مساحت و ۳٬۷۹۶ نفر جمعیت دارد و ۴۲۱ متر بالاتر از سطح دریا واقع شده‌است.